# Стефан Петров (художник)
Стефан Стоянов Петров е български художник.
Роден на 22 октомври 1891г в град Шумен.
Родители:
Баща: Стоян Петров Петров 1863/1923 - български офицер, кавалер на орден “За храброст”
Майка: Златка Стефанова Иванова 1865/1962; завършила “Робърт колеж” - в Константинопол 1886г.
Средното си образование завършва в Русенската гимназия.
През 1918г. завършва Художествената академия в гр. София.
Работил е в Държавната печатница, Военно картографическия институт, Главна дирекция на пощите, Народния театър.
След 1924г. се завръща в Шумен, учителства за кратко. След това се установява на свободна практика.
Самостоятелни изложби – 1943, 1966, 1968, 1974, 1986, 1990 - София, галерия СБХ “Шипка” 6 - ретроспективна, 2011 - Шумен - възпоменателна
Обществена дейност:
Съосновател на дружеството на севернобългарските художници - 30-те години и кръжока на шуменските художници - 40-те години, член на СБХ.
Притежания на негови творби:
-       НХГ – 5 бр
-       Национален военноисторически музей – 3 бр
-       СГХГ – 2 бр
-       Х.Г. - Шумен – 30 бр
-       Регионален музей Шумен 39 бр
-       Хотел Шумен - 14 бр
-       Училище Тр. Симеонов – 5 бр 
Много обществени организации и частни колекции в България и чужбина! 
Стефан Петров умира на 27 XII 1991г. в Шумен при нещастен случай.

Негов син е Петър Петров завършил Художествената академия в София  1978г. в класа на проф. Александър Поплилов
- Галерия